# ラ・トラッペ
ラ・トラップ（オランダ語: La Trappe）はオランダ北ブラバント州にある、コニングスホーヴェン修道院 (蘭: Abdij Koningshoeven) で醸造されるトラピストビールの銘柄である。

## 概要
コニングスホーヴェン修道院はオランダの北ブラバント州にあるカトリック厳律シトー会の修道院。
醸造関連設備は大規模でかつ機械化されていて、特に瓶詰め・樽詰めの能力は高く、他社のビールの瓶詰めも請け負っている。

## 歴史
1882年に設立され、1884年からビール醸造を開始する。
1996年、高齢化と人手不足のため民間業者「ババリア・ビール醸造所」と契約し製造スタッフを外部から迎え入れた。これにより修道士が製造に携わらなくなったとして、同年12月1日からトラピストビールの名称とロゴの使用を取り消されている。しかしコニングスホーヴェン醸造所がロゴを継続して使用していたためトラピスト会で問題となった。
民間業者との話し合いや国際トラピスト会修道士協会の合議の結果、修道士が毎日数時間、醸造に携わり指導しコントロールすることで合意し、2005年9月9日から再び正式なトラピストビールとなっている。

## 種類
バリエーションとしては珍しいトリプルのさらに上にあたるクアドラプル（クアトリプル）がある。ラベルと王冠の色はクリームイエロー。
瓶だけでなく陶器製の容器もある。アメリカでは「コニングスホーヴェン」と修道院名を銘柄にしている。
ラ・トラップ ブロンド (La Trappe Blond)
アルコール度6.5%。マークは黄色。炭酸が良く効いてホッピー。フレッシュさがある。
ラ・トラップ ダブル (La Trappe Dubbel)
アルコール度6.5%。マークは赤。香ばしいモルトの焙煎香が効いた味わい。
ラ・トラップ トリプル (La Trappe Triple)
アルコール度8%。マークはオレンジ色。液色は琥珀色。甘口でフルーティー。
ラ・トラップ クアドラプル (La Trappe Quadrupel)
アルコール度10%。マークは紫色。甘く、スパイシー。